# Mario Galea
Pour les articles homonymes, voir Galea (homonymie).
Mario Galea né le 8 juin 1962 à  Żejtun, est un homme politique maltais. Il est secrétaire d'État aux Personnes âgées et aux Soins hospitaliers de Malte depuis le 12 mars 2008 dans le gouvernement Gonzi.

## Famille
Mario Galea est mariée à Rose Busuttil dont il aura deux enfants Nathan et Nicole.

## Biographie

### Études et formation
Il étudie au Collège De La Salle et obtient son diplôme d'infirmier en 1983, il travaille à l'Hôpital de Saint-Luc et à l'Hôpital du Mont Carmel. Il continue ses études à l'Université de Malte et obtient en 1992 un baccalauréat en sciences infirmières (B.Sc.Nursing).

### Soins hospitaliers
En 2001, il professe à temps partiel comme professeur assistant en soins infirmiers et en obstétrique au Département des sciences infirmières de l'Université de Malte.

### Politique

#### Député du Parti Nationaliste maltais
En 1992, il est élu premier député du Parti Nationaliste. Il perd son siège en 1996 et assure jusqu'en 1998 le secrétariat de l'information du parti.Il est réélu député en 1998, 2003 et 2008.

#### Whip à la chambre des députés
De 1998 à 2008, il est le Whip du parti Nationaliste à la chambre des députés.

#### Communauté européenne et Commonwealth
De 1998 à 2008, il participe à la Communauté de l'Union européenne et des observateurs du Commonwealth et de l'Union européenne au Zimbabwe, en Gambie, au Libéria, au Yémen, à Gaza et en Cisjordanie.

#### EUROMED
Il cumule de 2004 à 2006, le poste de vice-président de la commission culturelle de l'Assemblée parlementaire de l'EUROMED.

## Engagement pour sensibiliser aux maladies mentales
Le secrétaire d'État aux Soins hospitaliers de Malte était sous médicaments soignant une dépression nerveuse lorsqu'il fut attaqué par le Parti Travailliste pour une erreur d'appel en tant que whip. En 2015 il n'hésite pas à parler de sa propre dépression pour sensibiliser l'opinion publique.